# Castillo de Narros de Saldueña
El castillo de Narros de Saldueña o castillo del Duque de Montellano es una fortificación de España situada en la localidad de Narros de Saldueña (provincia de Ávila, comunidad autónoma de Castilla y León).
La fortaleza traza sus orígenes hasta el siglo xv y es probable que la mandara construir Rodrigo de Valderrábano, regidor de Ávila. El castillo dispone de una única torre de planta rectangular (que incorpora las armas de Valderrábano y Guzmán) construida previamente a la fortaleza contigua de planta también rectangular que completa el conjunto. Estilísticamente sigue «a grandes rasgos» las características de la llamada Escuela de Valladolid. Durante la Guerra de Independencia fue ocupado por los franceses. A partir de 1963, la fortaleza —por entonces en deficiente estado de conservación —comenzó un proceso de restauración al ser adquirida por su último propietario.